# Turfe e Boa Música
Turfe e boa música foi um programa de rádio de grande audiência e duração, lançado em 1956 na rádio Itaí de Porto Alegre por Vergara Marques. Consistia em um programa musical intercalado com transmissão de corridas de cavalo e noticiário turfístico. Dois locutores apresentaram a parte musical e cultural do programa: Aurélio Câmara e Edy Amorim. Como Vergara Marques registrou o nome do programa, pode usá-lo em 1973 quando se transferiu para a Rádio Farroupilha, o mesmo fazendo quando passou a outras emissoras, até o início dos anos 90. Esteve no ar durante 36 anos consecutivos. Em 1972, quando a Itaí foi vendida a um grupo evangélico, o programa passou a ser transmitido pela Farroupilha. Em 1974 foi para a Princesa. Entre 1978 e 1985 esteve na Difusora, passando depois para a Pampa, a Capital, a Sucesso e a 1.120 RBS, hoje Rural, onde permaneceu até 1992, quando foi extinto o programa.  Turfe e boa música era o programa mais ouvido no seu horário nos finais de semana e feriados; era um programa mesmo para quem não apreciasse corrida de cavalos.